# Dariusz Gnatowski

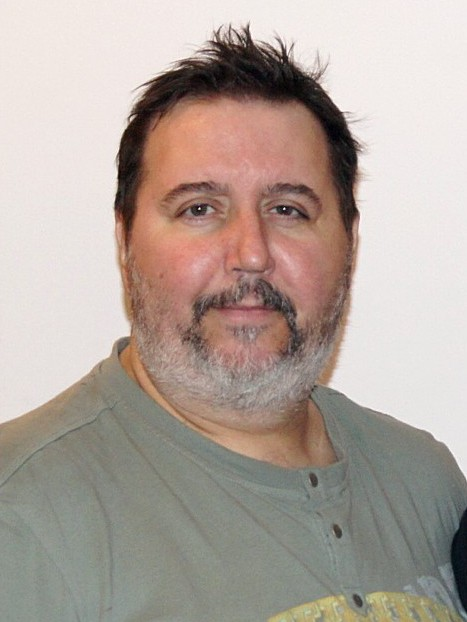
Dariusz Gnatowski (2011)

Dariusz Gnatowski (* 24. Mai 1961 in Ruda Śląska; † 20. Oktober 2020 in Krakau) war ein polnischer Schauspieler.

## Leben
Dariusz Gnatowski wuchs im oberschlesischen Zabrze auf, wo er auch seinen Schulabschluss machte. Seine Schauspielausbildung beendete er 1985 an der Akademia Sztuk Teatralnych im. Stanisława Wyspiańskiego w Krakowie.
Gnatowski litt seit einigen Jahren Typ-2-Diabetes aufgrund seines Übergewichtes. Gemeinsam mit Michał Mularczyk veröffentlichte er 2002 das Buch Dieta bez wyrzeczeń, welches einen gesünderen Lebensstil bewarb. 2013 gründete er „Wstańmy Razem. Aktywna Rehabilitacja“, eine Aktion für mehr Bewegung und gegen Diabetes. Er spielte von 2015 bis zu seinem Tod 2020 in der Show Słodki drań mit, welche sich um den Kampf gegen Diabetes an ein jüngeres Publikum richtete.
Gnatowski starb am 20. Oktober 2020 in Krakau an den Folgen einer SARS-CoV-2-Infektion während der COVID-19-Pandemie in Polen im Józef Dietl Krankenhaus in Krakau an einer Lungenentzündung. Er hinterließ seine Ehefrau, mit der er seit 1990 verheiratet war und die gemeinsame Tochter.

## Filmografie (Auswahl)
- 1993: Dinozavris kvertskhi
- 1994: Miasto prywatne
- 1996: Dzieje mistrza Twardowskiego
- 1997: Das Mädchen und der Bodyguard (Sara)
- 1998: Demony wojny wg Goi
- 1999: Mit Feuer und Schwert (Ogniem i mieczem)
- 1999–2017: Świat według Kiepskich
- 2002: Eukaliptus